# Temasek Holdings
Temasek Holdings (Private) Limited eller Temasek er et singaporeansk statsejet holdingselskab og investeringsvirksomhed, det ejes af Singapores regering. Det blev etableret 25. juni 1974. Deres samlede portefølje har en markedsværdi på 403 mia. S$ (2022).